# Joel Asaph Allen
Joel Asaph Allen (Springfield, Massachusetts, 1838. július 19. – Cornwall-on-Hudson, New York, 1921. augusztus 29.) amerikai zoológus, ornitológus. Zoológiai szakmunkákban nevének rövidítése: „J. A. Allen”., néha csak Allen.

## Élete és munkássága
Allen a massachusettsi Springfieldben született. A Harvard Egyetemen tanult Louis Agassiz felügyelete alatt. 1865-ben részt vett abban a brazíliai expedícióban, amely be akarta bizonyítani Agassiz elméletét, mely szerint Dél-Amerikában is volt jégkorszak. Ezt követően Allen több USA-beli felfedezőutat is végrehajtott.
1871-ben megválasztották az American Academy of Arts and Sciences tagjának. 1872-ben a Harvard Museum of Comparative Zoology ornitológiai asszisztensének nevezték ki.
1873-ban Allen volt a természettudósok vezére az úgynevezett Észak-csendes-óceáni Vasút (Northern Pacific Railway) expedícióban. Ez a felderítőút az észak-dakotai Bismarck és a Yellowstone Nemzeti Park közötti területet hivatott tudományosan feltárni. Az expedíciót a Smithsonian Intézet támogatta. Allen Florida állam állatvilágát is felkutatta.
1883 augusztusában Allen Elliott Couesszel és William Brewsterrel együtt több kiválasztott tudósnak is küldött meghívó levelet. Szeptemberben összegyűltek a meghívottak, azonban Allen, valamely okból nem ért el oda. Hiánya ellenére az összegyűlt társaság megalapította az Amerikai Madarászok Egyesületét (American Ornithologists' Union) és Allent választották meg az Egyesület első elnökének; az elnökséget 1886-ig töltötte be.
1885-től az Amerikai Természettudományi Múzeum madár- és emlőstani részlegének a kurátoraként szolgált, később pedig az újonnan létrehozott ornitológiai osztály első igazgatója lett.
1899-ben, Coues halála után Allen a tőle kapott több száz tudományos leírással rendelkező levelet kinyomtattatta a The Auk ornitológiai folyóiratban, A.O.U.'s journal cím alatt.
1877-ben létrehozta az úgynevezett Allen törvényét, amely az éghajlat által befolyásolt testalkatot próbálja megmagyarázni.
A The Auk-ban Allen gyakran csak a J.A.A kezdőbetűkkel írt alá.

## Főbb írásai
- Mammals and Winter Birds of Eastern Florida (1871)
- The American Bisons (1876)
- Monographs of North American Rodentia (Elliott Coues közreműködésével, 1877)
- History of North American Pinnipedia (1880)
- Mammals of Patagonia (1905)
- The Influence of Physical Conditions in the Genesis of Species (1905)
- Ontogenetic and Other Variations in Musk-Oxen (1913)

## Joel Asaph Allen által alkotott és/vagy megnevezett taxonok
Az alábbi linkben megnézhető Joel Asaph Allen taxonjainak egy része.

## Fordítás
- Ez a szócikk részben vagy egészben  a   Joel Asaph Allen című angol Wikipédia-szócikk ezen változatának fordításán alapul.  Az eredeti cikk szerkesztőit annak laptörténete sorolja fel. Ez a jelzés csupán a megfogalmazás eredetét és a szerzői jogokat jelzi, nem szolgál a cikkben szereplő információk forrásmegjelöléseként.